# Pudtol, Apayao
Pudtol là một đô thị cấp bốn ở tỉnh Apayao, Philippines. Theo điều tra dân số năm 2015, đô thị này có dân số 14.925 người trong.

## Các đơn vị hành chính
Pudtol, về mặt hành chính, được chia thành 22 khu phố (barangay).
| - Aga - Alem - Cabatacan - Cacalaggan - Capannikian - Lower Maton - Malibang - Mataguisi - Poblacion - San Antonio (Pugo) - Swan | - Upper Maton - Amado - Aurora - Doña Loreta - Emilia - Imelda - Lt. Bilag - Lydia - San Jose - San Luis - San Mariano |